# Stadion an der Lohmühle
Lo Stadion an der Lohmühle (anche noto semplicemente come Lohmühle) è uno stadio calcistico sito nella città di Lubecca, nella regione dello Schleswig-Holstein, in Germania. Ospita le partite casalinghe del VfB Lübeck.
L'impianto si trova a nord-ovest del centro cittadino di Lubecca, nei pressi dell'uscita Lübeck Zentrum dell'autostrada A1.

## Storia
Lo stadio fu costruito negli anni 1920 per iniziativa di alcune associazioni sportive cittadine, prima fra tutte il BSV Vorwärts Lubecca, che lo usarono fino al 1933, quando per decreto governativo l'impianto venne assegnato in uso allo SV Polizei Lübeck, squadra cittadina militante in Gauliga, che nel 1935 investì una somma di 40.000 marchi del Reich per edificarvi una tribuna da circa 5 000 posti ed una pista d'atletica.
Caduto il Terzo Reich, dopo il 1945 la questione dei diritti d'uso sull'impianto fu al centro di una disputa tra i due club cittadini VfB Lubecca e ATSV Lubecca, che vide infine prevalere il VfB, che si assicurò in tal modo i diritti di gestione dello stadio.
La struttura dell'impianto subì poche modifiche fino agli anni 1990; tuttavia quando il VfB Lubecca ottenne la promozione in Zweite Bundesliga si rese necessario procedere ad una consistente ristrutturazione dell'impianto. Si procedette quindi all'abbattimento della vecchia tribuna del 1935, sostituita da una nuova gradinata, di dimensioni maggiori, comprendente al suo interno un ristorante e un'area di hospitality.

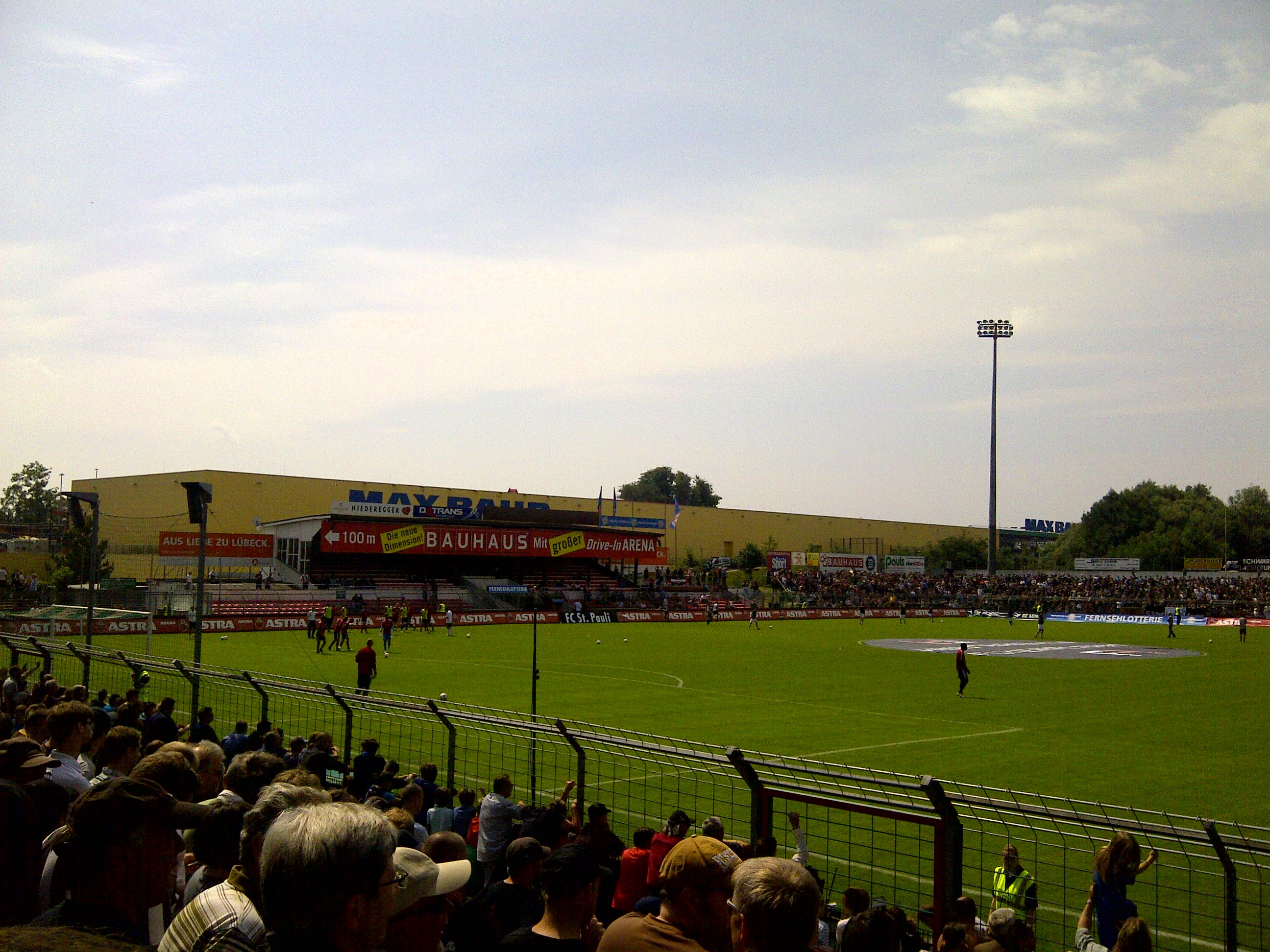
La tribuna ospiti nel 2011

Nel novembre 2011, a seguito di un accordo di sponsorizzazione, lo stadio assunse il nome ufficiale di PokerStars.de-Stadion an der Lohmühle, che rimase in vigore fino al 1º luglio 2013: scaduto tale accordo, l'impianto ha riassunto il nome originario.

## L'impianto e le nazionali di calcio
La Nazionale femminile di calcio della Germania disputò al Lohmühle un incontro di qualificazione all'europeo 2009 contro il Belgio. Davanti a 17 000 spettatori, la nazionale tedesca si impose per 3-0, con goal di Kerstin Garefrekes, Sandra Minnert e Birgit Prinz.

## Dati tecnici
- Capacità totale: 17 869 posti
- Posti con seggiolino: 5 048 (di cui 4 268 al coperto)
- Posti senza seggiolino: 11 250
- Settore ospiti: 1 300 posti (di cui 300 con seggiolino)
- Posti per carrozzine: 10
- Impianto d'illuminazione: 96 fari distribuiti su 4 torri angolari, con una potenza complessiva di 800 lux
- Impianto acustico: 18 altoparlanti
- Posti auto annessi all'impianto: 500
- Tribuna vip: 220 posti
- Tribuna d'onore: 315 posti